# بينينسيولا بكين
بينينسيولا بكين (صينية مبسطة: 王府半岛酒店; صينية تقليدية: 王府半島酒店; صينية بينيين: wáng fǔ bàn dǎo jiǔ diàn) هو فندق فخم 5 نجوم في بكين. كان أول فندق فخم في الصين عندما افتتح باسم فندق بالاس في عام 1989. تولت بينينسيولا للفنادق وهي جزء من مجموعة فنادق هونغ كونغ وشنغهاي، تولت إدارة الفندق في عام 1996 وأعادت تسميته باسم «بينينسيولا بكين» في عام 2006. في عام 2017 تم الانتهاء من يجديد الفندق بقيمة 123 مليون دولار أمريكي، ليصبح فندقاً يحتوي على أجنحة فقط.